# Frank Lowe
Frank Lowe (* 24. Juni 1943 in Memphis, Tennessee; † 19. September 2003 in New York City) war ein US-amerikanischer Jazz-Saxophonist.

## Leben und Wirken
Lowe begann im Alter von elf Jahren mit seiner Saxophonausbildung und war Schüler von Packy Axton. Nach dem Besuch der University of Kansas ging er nach Los Angeles, wo er von Donald Rafael Garrett und Sonny Simmons gefördert wurde, die ihn ermutigten, in New York zu arbeiten.
Dort war er zunächst zwei Jahre Mitglied im Orchester von Sun Ra. 1972 holte ihn Alice Coltrane für die Aufnahmen ihres Albums World Galaxy. Im Folgejahr nahm er mit Rashied Ali das Album Duo Exchange für dessen Label Survival Records auf. Im selben Jahr erschien sein erstes Album als Bandleader Black Beings. In den 1970er Jahren erschienen weitere Alben; daneben drehte und produzierte er den Film Street Music. Seit Ende der 1970er Jahre arbeitete er verstärkt mit dem Violinisten Billy Bang zusammen.
Ab 1984 zog er sich auf Grund gesundheitlicher Probleme weitgehend zurück; erst 1991 erschien das neue Album Inappropriate Choices mit James Carter. In der Folgezeit wurde er von Bob Rusch gefördert, konnte aber infolge seiner Lungenkrebs-Erkrankung immer seltener auftreten und aufnehmen. 2003 erschien sein letztes Album Lowe-Down and Blue.

## Diskographie (Auswahl)
- Frank Lowe/Rashied Ali Duo Exchange, 1973
- Black Beings mit Joseph Jarman, Rashid Sinan, Raymund Cheng, William Parker, 1973
- Fresh mit Lester Bowie Joseph Bowie, Abdul Wadud, Steve Reid, 1974
- The Flam mit Joseph Bowie, Leo Smith, Alex Blake, Charles Bobo Shaw, 1975
- Tricks of the Trade mit Butch Morris, Didier Levallet, George Brown, 1976
- The Other Side mit Butch Morris, Didier Levallet, George Brown, 1976
- Doctor Too-Much mit Olu Dara, Leo Smith, Phillip Wilson, Fred Williams, 1977
- Frank Lowe & Eugene Chadbourne Don't Punk Out 1977 (ed. 1979/2000)
- Lowe & Behold mit Joseph Bowie, Butch Morris, Arthur Williams, Billy Bang, Polly Bradfield, Eugene Chadbourne, John Lindberg, Phillip Wilson, John Zorn, Peter Kuhn, 1977
- Billy Bang  Sweet Space mit Luther Thomas, Butch Morris, Curtis Clark, Wilber Morris, Steve McCall, 1979
- Skizoke mit Butch Morris, Damon Choice, Larry Simon, Wilber Morris, Tim Pleasant, 1981
- Exotic Heartbreak mit Butch Morris, Amina Claudine Myers, Wilber Morris, Tim Pleasant, 1981
- Live from Soundscape mit Lawrence Butch Morris, Amina Claudine Myers, Wilber Morris, Tim Pleasant, 1982
- Isle in the Ocean mit  Billy Bang, Frank Wollny, Heinz Wollny, A. R. Penck, 1984
- Decision in Paradise mit Don Cherry, Grachan Moncur III, Geri Allen, Charnett Moffett, Charles Moffett, 1984
- Frank Lowe & the Saxemple Inappropriate Choices mit James Carter, Michael Marcus, Carlos Ward, Phillip Wilson, 1991
- Out of Nowhere mit Philip Wilson, 1992 (EP)
- Bodies & Soul mit Charles Moffett, Tim Flood, 1995
- After the Demon’s Leaving mit Bernard Santacruz, Dennis Charles, 1996
- Vision Blue mit Steve Neil, Anders Griffen, 1997
- Soul Folks mit Bertha Hope, Jack Walrath, Steve Neil, Ralph Peterson, 1998 (ed. 2001)
- Frank Lowe / Billy Bang One for Jazz mit Billy Bang, Ed Schuller, Abbey Rader, 1998
- Frank Lowe & Bernard Santacruz Short Tales, 1999
- Down & Blue mit Bern Nix, Dominic Duval, Michael Carvin, 2002